# Repubblica Vastese
La Repubblica Vastese fu una repubblica proclamata a Vasto nel 1799 ed esistita per breve periodo sull'onda della prima campagna d'Italia (1796-1797) delle truppe della Prima Repubblica francese dopo la Rivoluzione.

## Il contesto storico
Lo scoppiare della Rivoluzione francese nel 1789 non ebbe immediate ripercussioni nel Regno di Sicilia; è solo dopo la caduta della monarchia francese e la decapitazione dei reali di Francia (1793) che la politica del Re di Napoli e Sicilia Ferdinando IV e della sua consorte Maria Carolina d'Asburgo-Lorena cominciarono ad avere un chiaro carattere anti-francese e anti-giacobino.
Nel 1796 le truppe francesi, guidate dal generale Napoleone Bonaparte, cominciarono a riportare significativi successi in Italia; le armate napoletane, il 5 giugno, furono costrette all'armistizio di Brescia e a lasciare ai soli austriaci l'onere della resistenza ai francesi. Nei due anni successivi i francesi continuarono a dilagare in Italia; l'una dopo l'altra vennero proclamate delle repubbliche sorelle, filofrancesi e giacobine: la Repubblica Cispadana nel 1796, la Repubblica Ligure e la Repubblica Cisalpina nel 1797, la Repubblica Romana nel 1798 e la Repubblica Napoletana nel 1799. Nel frattempo Napoleone lasciò l'Italia per la campagna d'Egitto.

## La nascita della Repubblica Vastese

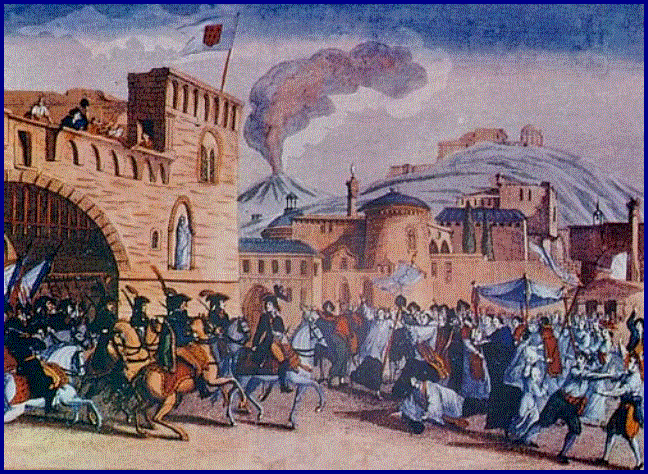
Presa di Napoli, 23 gennaio 1799

Quando le truppe repubblicane francesi, comandate dal generale Duhesme, cominciarono ad entrare vittoriose in terra abruzzese, a Vasto il governo borbonico reagì ordinando una leva straordinaria obbligatoria per tutte le età e i ceti. Il 20 dicembre 1798 gli arruolati furono inviati a Chieti. Tuttavia furono preceduti dai francesi, che subito dopo occuparono anche la vicina Pescara, e dovettero ritirarsi malconci. Da lì il generale francese Mounier ordinò ai vastesi di dichiarare decaduto il governo borbonico e di proclamare la repubblica.
Paolo Codagnone e Filippo Tambelli, da poco liberati dal carcere della Vicaria (Napoli) dove erano stati rinchiusi per motivi politici, si attivarono per diffondere nella popolazione le nuove idee rivoluzionarie finché, in qualità di deputati del popolo, furono mandati Francesco Antonio Ortensio, Floriano Pietrocola ed Epimenio Sacchetti a Pescara per prendere accordi con il generale francese. Da costui ottennero le patenti di presidente della municipalità per Codagnone di municipalisti per Tambelli, Ortenzio, Pietrocola e Celano. Quest'ultimo in sostituzione del Sacchetti il cui passato risultava macchiato dal reato di emissione di valuta falsa. Al ritorno della delegazione, il 6 gennaio 1799, fecero suonare la campana parlamentaria dichiarando decaduti gli impieghi regi e baronali. Con bando e proclama comandarono di fregiarsi di una coccarda tricolore e collocarono altri cittadini negli impieghi civili ed economici. Ordinarono inoltre il disarmo generale e la costruzione dell'albero della libertà. Assente il marchese Tommaso d'Avalos che, fedele al re, il 21 dicembre era partito per raggiungere Ferdinando IV rifugiato a Palermo, Palazzo D'Avalos venne approntato per ricevere la truppa francese in transito.

## La reazione popolare

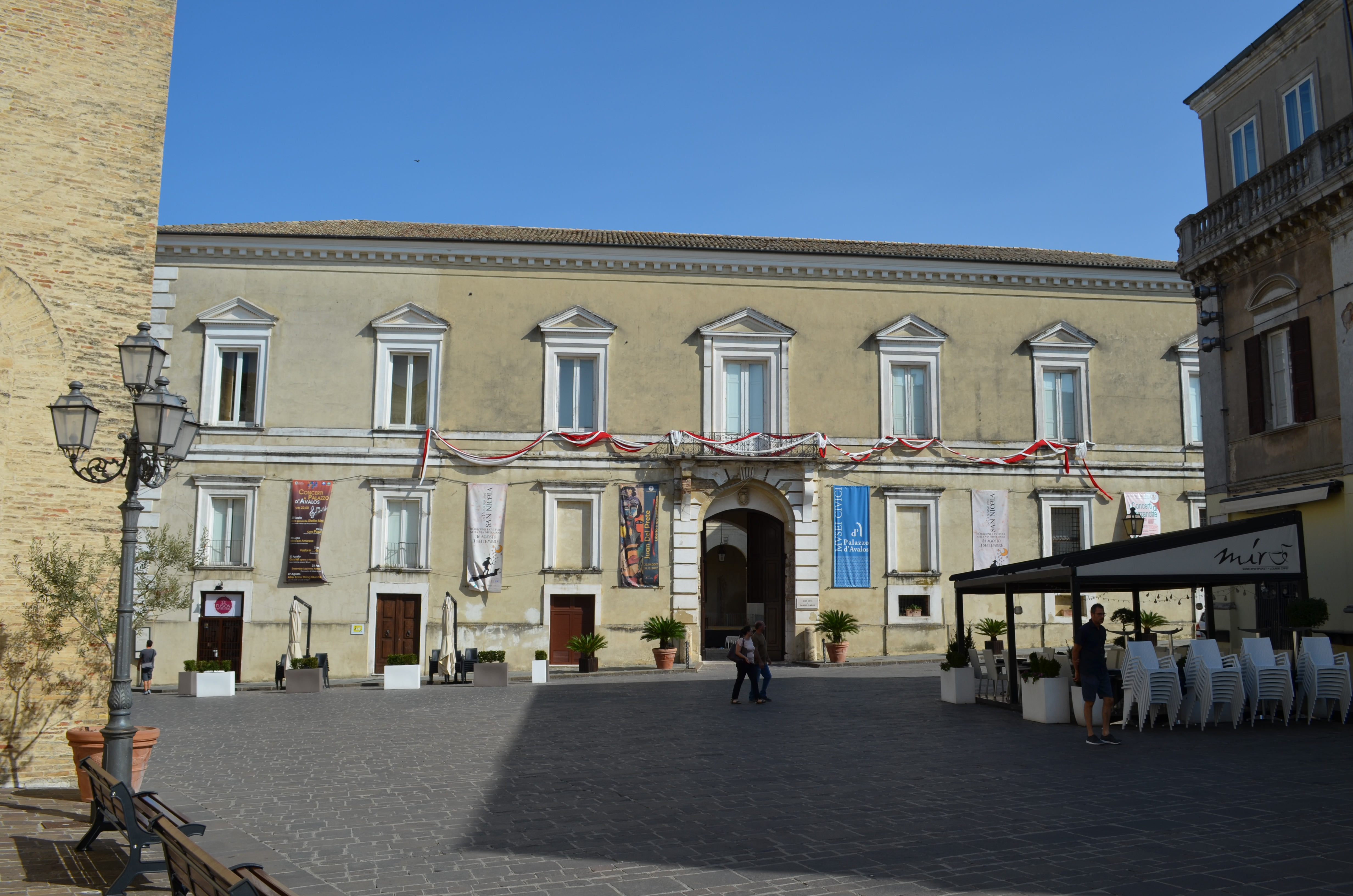
Palazzo d'Avalos a Vasto, durante la Repubblica fu sede del governo provvisorio

Il primo segno di una reazione latente fu la scomparsa ad opera di ignoti dello stemma repubblicano innalzato sulla porta municipale. I municipalisti percependo forse che il nuovo regime non aveva salde radici e che una rivolta poteva essere imminente, sul finire di quel mese di gennaio, decisero di chiedere aiuto al generale francese. Per questo Codagnone e Tambelli si imbarcarono per Pescara, ma un vento contrario li costrinse ad approdare a Ortona dove però il popolo in rivolta, li catturò fucilandoli e bruciando i loro corpi nel rogo appiccato ai documenti conservati nell'archivio comunale. Quando la mattina del 2 di febbraio la notizia arrivò a Vasto anche qui il popolo cominciò ad ammutinarsi. I rivoltosi, antiliberali ed antifrancesi, vennero in seguito chiamati Sanfedisti. L'albero della libertà fu distrutto. Come a Ortona, importanti documenti pubblici furono dati alle fiamme. Come in molte altre occasioni chi aveva interesse a far scomparire dai pubblici archivi i documenti che riconoscevano ai comuni gli «usi civici» sulle proprietà feudali, riuscì a cavalcare la rivolta per i propri scopi. I rivoltosi al grido di "Viva il Re" e "a morte i giacobini" saccheggiarono e depredarono case di molte famiglie, anche completamente estranee al dissidio politico senza risparmiare neppure chiese e lastre tombali.

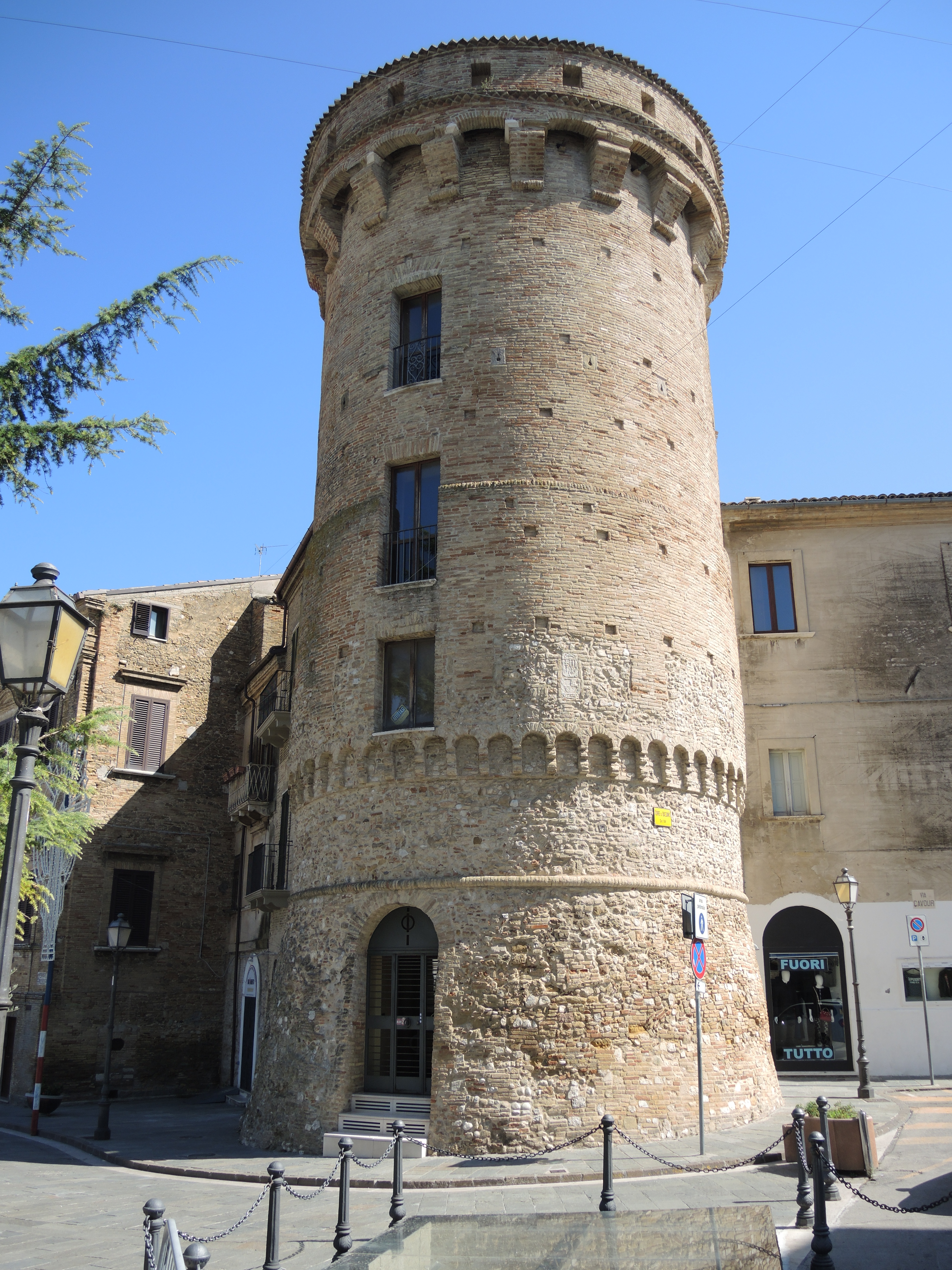
Vasto, Torre di Bassano in piazza Rossetti, dove furono fucilati gli insorti del popolo il 6 febbraio 1799

Tra altri fu ucciso Sacchetti. Stessa sorte tocco poco dopo, il 6 febbraio, ai due municipalisti Ortensi e Pietrocola che avevano tentato la fuga. Appena scoppiata la rivolta il popolo volle dare una veste di legalità alla nuova situazione eleggendo quattro generali: il barone Pasquale Genova, Francesco Maria Marchesani, Leopoldo Cieri e il conte Venceslao Majo appartenenti a ricche famiglie locali ma ciò non impedì che continuassero saccheggi e efferatezze che si estesero anche ai paesi limitrofi.

## Il ritorno dei francesi

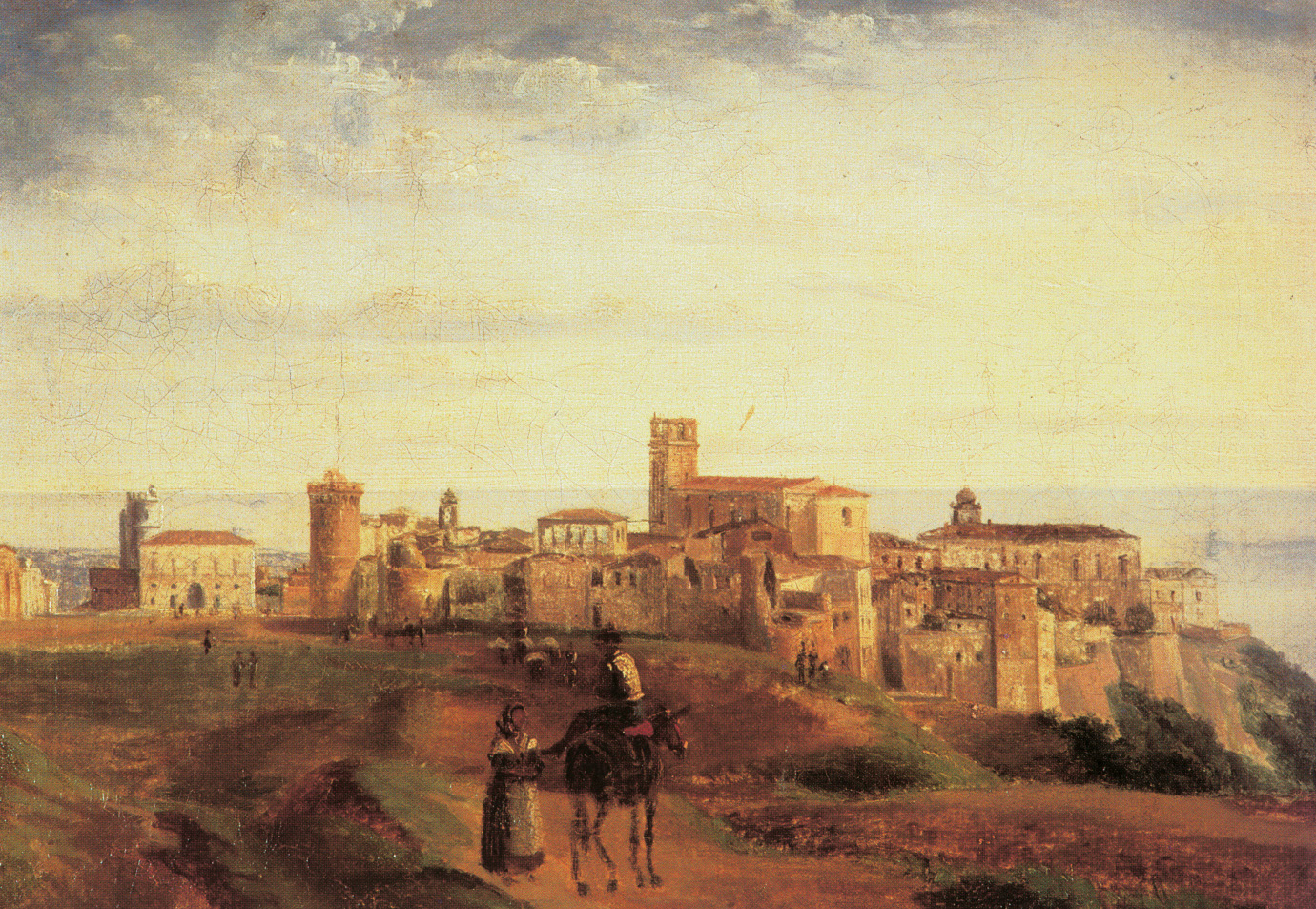
Vasto dipinta da Gabriele Smargiassi, veduta da sud (Piano Aragona), da dove Giuseppe Pronio cinse d'assedio la città

Il 18 febbraio giunge a Vasto la notizia che i francesi, provenienti da Pescara e da Chieti erano diretti a Guardiagrele, Ortona, Lanciano e Vasto per sedare le rivolte. Fallito il tentativo di organizzare un esercito per bloccare l'avanzata, i rivoltosi, per non avere accusatori dei loro misfatti, arrestarono tutti coloro che erano stati danneggiati nel saccheggio e li rinchiusero nel "Collegio dei Clerici Regolari della Madre di Dio" con l'intenzione di eliminarli. L'eccidio fu scongiurato attraverso un compromesso, formalmente redatto dal deputato del popolo Nicola Maria Marchesani, che stabilì la liberazione dei prigionieri in cambio di un generale perdono ai saccheggiatori. Vista la caduta di Guardiagrele incendiata, di Ortona e di Lanciano con le relative stragi operate, si pensò bene di trattare la resa e si inviò una delegazione con questo scopo. Il generale francese Luigi Gouthard concesse un perdono ai vastesi seppure condizionato da disarmo e restituzione del mal tolto, riservandosi di punire con la morte i quattro generali della rivoluzione (Mayo, Genova, Marchesani, Cieri) Nello stesso tempo una banda di briganti albanesi, dopo aver chiesto inutilmente un riscatto ai vastesi (concesso ma trattenuto dai latori), verso sera, scende da Monteodorisio per saccheggiare Vasto. Tuttavia, all'inizio del 27 febbraio, giunse in città un contingente dell’esercito francese composto da oltre mille uomini che costrinse i briganti alla fuga ed insediò una nuova Giunta composta dai baroni Pasquale Genova, Alessandro Muzii, Romualdo Celano, Nicola Barbarotta, Angelo Maria de Pompeis e, in qualità di presidente, Venceslao Mayo, amministratore delle proprietà dei D'Avalos . Inoltre furono arrestati 200 rivoltosi e molti di essi vennero poi fucilati. Per i buoni uffici di Romualdo Celano, il municipalista superstite, Mayo, Genova, Marchesani e Cieri ottennero la grazia in cambio di un pesante riscatto in oro

## Restaurazione borbonica
L'amministrazione filofrancese durò però fino all'arrivo dell'esercito sanfedista, che apparve alle porte di Vasto il 18 maggio al comando di Giuseppe Pronio. Il generale Nicola Neri, che comandava il contingente francese composto da soli mille uomini, preferì allontanarsi di notte e non sfidare i sanfedisti che erano oltre quattro volte più numerosi. La mattina dopo ci fu la resa della Giunta. I sanfedisti risparmiarono la città in cambio di un riscatto di 8400 fiorini ed insediarono una nuova amministrazione comunale con il luogotenente Giovanni Battista Crisci ed il mastrogiurato Pietro Laccetti.
Il clima politico antirivoluzionario cambierà ancora una volta nel 1806 con il ritorno dei francesi.

## Dediche

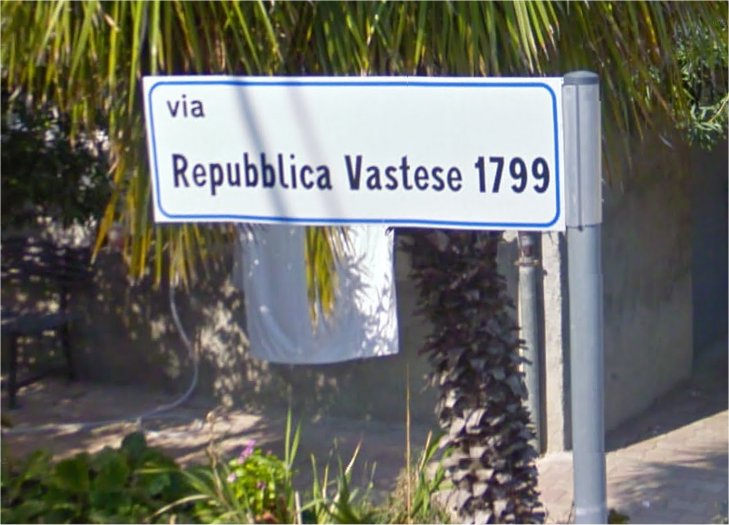
Via Repubblica Vastese 1799 a Vasto, 2017

- A Vasto è stata dedicata una strada al ricordo di questi avvenimenti.[15]
- Vittoro D'Anelli apre il suo libro "Histonium ed il Vasto", in bibliografia con la seguente dedica: «AI PRIMI VASTESI/ MARTIRI DELLA REDENZIONE D'ITALIA/ PAOLO CODAGNONE/ FRANCESCO ANTONIO ORTENSIO/ FLORIANO PIETROCOLA/ FILIPPO TAMBELLI /MUNICIPALISTI NEL 1799»
- Nel 1899, in occasione del centenario, Luigi Anelli con la sua casa editrice stampa il suo "La città del Vasto nel 1799", in bibliografia.